# Nicole Ferroni
Pour les articles homonymes, voir Ferroni.
Nicole Ferroni, née le 19 mars 1982 à Casablanca au Maroc, est une actrice, humoriste et chroniqueuse française. Enseignante de sciences de formation, elle est révélée au grand public en tant qu'humoriste dans l'émission On n'demande qu'à en rire sur France 2, entre 2011 et 2014.

## Biographie

### Enfance et famille
Sa mère, native d'Alsace, est professeur d'allemand ; son père, d'origine italienne, est professeur de chimie. Il est colonel dans l'armée, lorsque le couple se retrouve à Casablanca, au Maroc, où naît Nicole. Elle a sept ans quand ils rentrent en France, à Aubagne près de Marseille. Elle fréquente le lycée Joliot-Curie où elle obtient son baccalauréat scientifique en 1999. En 2002, à la université de Provence Aix-Marseille I, elle obtient une licence des Sciences de la vie et de la terre.

### Enseignement et débuts artistiques
Partagée entre l'enseignement et le théâtre, elle tente le CAPES de sciences de la vie et de la Terre une première fois, qu'elle rate. Elle s'inscrit donc au cours Florent à Paris où elle reste quatre mois durant, puis dans une école de théâtre d'Aubagne et enfin de Marseille, sous la tutelle de Gilles Azzopardi. Pour des raisons financières, elle arrête le théâtre et reprend ses études. Elle réussit le CAPES en 2005 et devient enseignante de sciences dans les quartiers nord de Marseille, au lycée Val-de-Durance à Pertuis et au lycée Émile-Zola d'Aix-en-Provence. Devant la faiblesse des moyens, elle passe l'agrégation de SV-STU qu'elle réussit en 2009 et enseigne au lycée international Georges-Duby à Luynes où elle a tous les niveaux de la seconde à la terminale.
À la rentrée 2009, elle demande un mi-temps pour préparer son one-woman-show. La même année, elle rencontre le comédien Franck Kaloustian, avec qui elle rejoint la compagnie Wak'up Production. Ils montent ensemble la comédie Le Grand Chambardement de Gilles Azzopardi avec son concours pour la mise en scène.
Elle monte ensuite son premier one-woman-show L'Œuf, la poule ou Nicole ?, joué pour la première fois le 5 novembre 2010 à Marseille,.

### Comédienne et humoriste

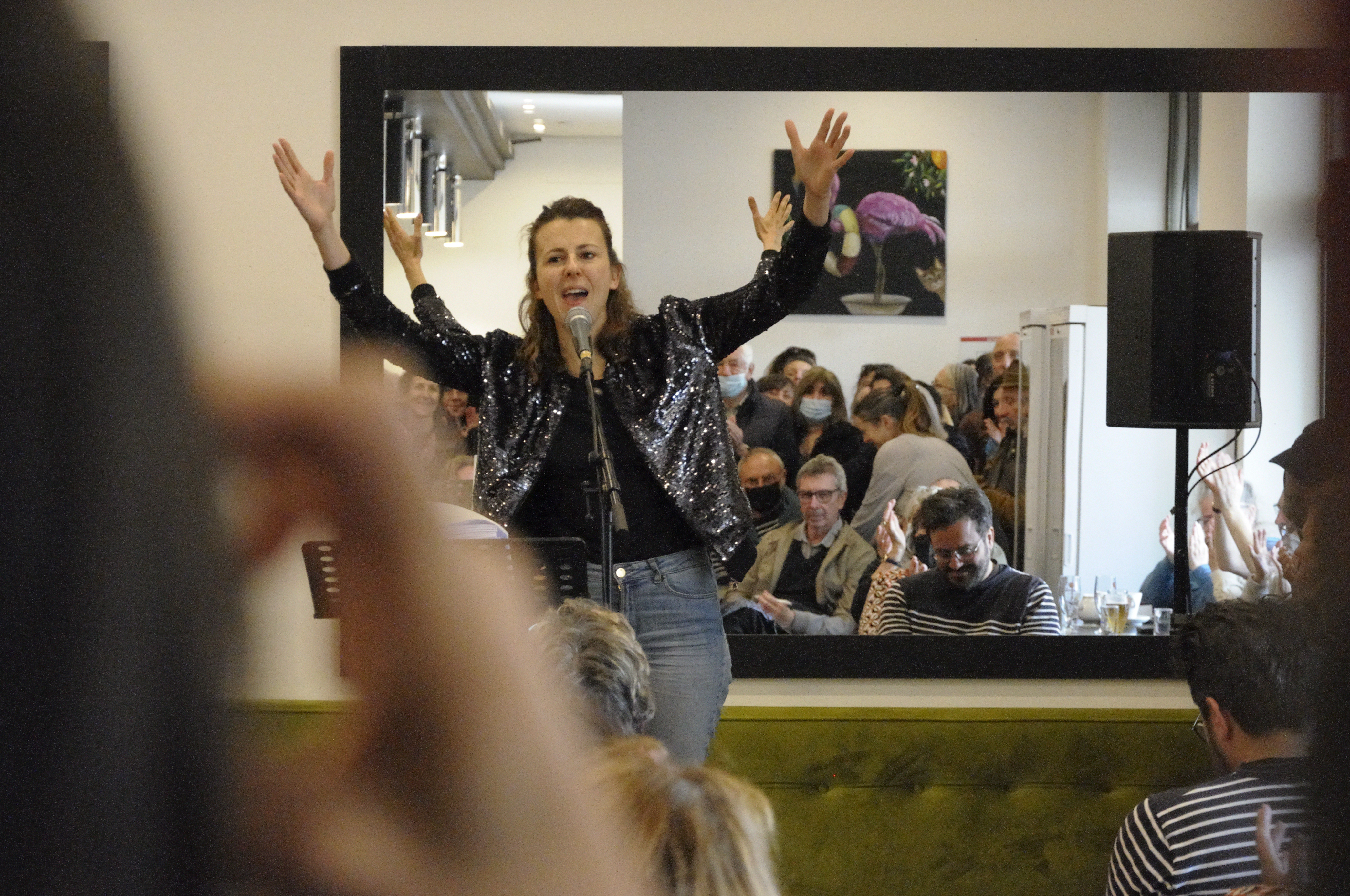
Nicole Ferroni dans un bar marseillais en 2022.

En 2011, après avoir quitté son poste d'enseignante, elle choisit définitivement la carrière de comédienne en jouant plusieurs fois par semaine son spectacle au théâtre du Point-Virgule à Paris en juillet.
En parallèle, elle est candidate dans l'émission On n'demande qu'à en rire présentée par Laurent Ruquier sur France 2. Elle entre parmi les humoristes vedettes de l'émission, avec 64 sketchs écrits et interprétés (dont 57 notés et 7 en tant que pensionnaire historique de la saison 4) entre le 22 février 2011 et l'arrêt de l'émission, le 4 juillet 2014. Elle enchaîne les passages et les succès avec des scores dépassant souvent les 90 points.
En janvier 2011, elle remporte les prix du public et de la presse au festival du rire de Puy-Saint-Vincent alors qu'elle remplace Olivier Giraud qui n'a pas pu y participer,. En novembre 2011, elle devient la marraine du Festival Top In Humour de Chartres.
De février 2013 à juin 2021, elle tient une chronique hebdomadaire sur les ondes de France Inter dans la matinale. En janvier 2015, elle intègre l'équipe de Si tu écoutes, j'annule tout sur France Inter et fait partie, en avril 2015, des chroniqueurs du talk-show Je vous demande de vous arrêter sur France 4.
Le 14 avril 2016, jour du vote de la loi sur le secret des affaires au parlement européen, elle publie une vidéo contre le projet de loi. En moins de deux jours, la vidéo est vue près de 7 millions de fois.
Entre novembre 2015 et mai 2016, elle présente une chronique de vulgarisation scientifique dans l'émission hebdomadaire Folie passagère présentée par Frédéric Lopez sur France 2.
À partir du 31 octobre 2018, elle accompagne Michel Cymes dans son nouveau talk-show, Ça ne sortira pas d'ici !, diffusé le mercredi soir en seconde partie de soirée sur France 2. Elle joue l'assistante médicale du Docteur Cymes qui reçoit les invités dans son cabinet.
En décembre 2019 et janvier 2020, elle incarne la fée Roni dans l'émission Boyard Land sur France 2, une fée loufoque proposant deux épreuves aquatiques aux candidats.
Elle anime sa dernière chronique sur France Inter le 30 juin 2021. Son départ fait suite à une décision « unilatérale » de la rédaction de France Inter,.
Depuis octobre 2020 elle anime le talk-show humoristique Piquantes !, diffusé le vendredi soir en seconde partie de soirée  sur Téva, uniquement composé de chroniqueuses humoristes (notamment Christine Berrou, Élodie Poux, Laura Domenge, Thaïs Vauquieres, Florence Mendez, Constance et Tahnee).

### Participation àOn n'demande qu'à en rireet auONDAR Show
En février 2011, Nicole Ferroni participe à l'émission d'humour On n'demande qu'à en rire sur France 2 présentée par Laurent Ruquier. Elle parvient rapidement à s'imposer comme l'une des principales humoristes de l'émission avec 52 sketchs écrits et interprétés lors des deux premières saisons, et un score moyen de 80/100 par sketch.
Elle dépasse les 90 points pour la première fois le 1er juillet 2011 avec son sketch « On cherche la nouvelle James Bond Girl », puis pour son premier sketch de la deuxième saison le 10 septembre 2011 sur le thème « Tester les intentions suicidaires d'un candidat de télé-réalité ». Elle termine deuxième de l'émission spéciale en prime-time du 4 février 2012 en totalisant 181 points sur 200 avec son sketch « La doyenne des Français a 113 ans » et est ainsi sélectionnée pour participer au premier spectacle On n'demande qu'a en rire au Casino de Paris en juin 2012 aux côtés de Jérémy Ferrari, Arnaud Tsamere, Florent Peyre, Artus, Lamine Lezghad, Les Lascars gays, Waly Dia et Garnier et Sentou.
À partir d'octobre 2012, Nicole participe au ONDAR Show, émission qui regroupe les principaux humoristes d'On n'demande qu'à en rire. Cette émission est suspendue le 26 janvier 2013, la chaîne estimant que ses audiences ne sont pas assez élevées. Elle revient ensuite dans On n'demande qu'à en rire en tant que pensionnaire historique pour 5 sketchs lors de la troisième saison et 7 sketchs lors de quatrième saison.
Le 28 mars 2013, elle participe à une émission spéciale où (avec Jérémy Ferrari, Arnaud Tsamere et Florent Peyre) elle note les sketchs des jurés habituels, Jean-Luc Moreau, Jean Benguigui, Laurent Ruquier et Jean-Marie Bigard.

## Style d'humour
Pour décrire l'humour dont elle s'inspire, elle cite le sketch La Conférencière de Jacqueline Maillan pour le jeu « très crédible dans une situation absurde ». Son débit vocal est très rapide (notamment lors de ses chroniques hebdomadaires sur France Inter).

## Théâtre
- 2003 : rôle d'Urielle de Montvaisin dans Château, scalpel et viande froide, de Gilles Azzopardi
- 2008 et 2011 : rôle de Fon Lock et Blanche dans Hallucinemation, de Gilles Azzopardi
- 2009-2011 : Le Grand Chambardement, de Gilles Azzopardi.
- 2010 : J'espérons que je m'en sortira, de Marcello d'Orta[24].
- 2010 : Un air de famille, de Agnès Jaoui et Jean-Pierre Bacri
- 2010 : Et si les femmes venaient de Jupiter et les hommes d'Uranus ?[25].
- 2020 : Prince !, conte pour enfant.

## Spectacles
- 2010-2016 : L'Œuf, la poule ou Nicole ?, one-woman-show mis en scène de Gilles Azzopardi[9].
- Depuis 2022 : Marseille(s), je vous offre un vers !, seule en scène de poésie.

## Filmographie
- 2013 : Diagnostic de Fabrice Bracq (court-métrage)
- 2013 : Apparitions dans VDM, la série sur NT1
- 2014 : N'importe qui de Raphaël Frydman : Sandra
- 2014 : rôle d'Octavia dans la mini-série Peplum, de Philippe Lefebvre
- 2014 : L'Ex de ma vie de Dorothée Sebbagh : la guide du groupe Paris mon amour
- 2015 : Toute première fois de Noémie Saglio et Maxime Govare : Sarah Deprez
- 2015 : Objectivement, série en stop motion créée par Guillaume Le Gorrec et Hadrien Cousin, sur Arte Creative
- 2017 : Embrasse-moi ! d'Océan et Cyprien Vial : Amandine
- 2017 : Satire dans la campagne de Marc Large et Maxime Carsel : elle-même
- 2017 : On va s'aimer un peu, beaucoup..., série télévisée de Julien Zidi
- 2018 : La Fête des mères de Marie-Castille Mention-Schaar : Sylvie
- 2018 : Guy d'Alex Lutz : Juliette
- 2019 : Premier de la classe de Stéphane Ben Lahcene : Mme Katia
- 2019 : Joyeuse retraite ! de Fabrice Bracq : Cécile Pujol
- Depuis 2019 : rôle de Gaëlle Givors dans Mental sur France.tv Slash
- 2020 : Zaï Zaï Zaï Zaï de François Desagnat : une membre du comité de soutien
- 2022 : Joyeuse retraite 2 de Fabrice Bracq : Cécile Pujol
- 2022 : À la folie (téléfilm) d'Andréa Bescond et Eric Métayer : Isabelle
- 2025 : Un dimanche de chasse (téléfilm) de Catherine Klein : Isabelle Marchand

### Voix Off /Film d'animation
- 2016 : Objectivement sur France 5
- 2020 : Histoire des mots sur France 4

### Publicité
- 2016-2017 : rôle de Mathilde, dans la websérie La conserve, ça déboîte

## Médias

### Radio
- 2011-2012 : Les Affranchis sur France Inter[26]
- 2012-2014 : On va tous y passer sur France Inter[26]
- 2012 : Une heure avec... sur Rire et Chansons[27]
- 2013 : TRJ, Stud FM (radio locale du Sud Lubéron)[réf. souhaitée]
- 2013 : Osmose radio[réf. souhaitée]
- 2013-2021 : chroniqueuse du mercredi dans la matinale de France Inter
- 2015-2016 : chroniqueuse dans Si tu écoutes, j'annule tout sur France Inter

### Télévision
- 2011-2014 : participation régulière à On n'demande qu'à en rire, France 2
- 2011 : participation à On a tout révisé, France 2
- 2012-2013 : protagoniste récurrente dans ONDAR Show, France 2
- 2013 : Apparitions dans VDM, la série sur NT1
- 2014 : rôle d'Octavia dans la mini-série Peplum, de Philippe Lefebvre
- 2015 : Objectivement, série en stop motion créée par Guillaume Le Gorrec et Hadrien Cousin, sur Arte Creative : rôles de la crème, Elle, Capote Capucine, la manette, le rouge à lèvres et la bougie
- 2015-2019-2021-2022-2023 : participation à Fort Boyard sur France 2
- 2017 : Vous pouvez répétez la question ?, France 4
- 2018 : Chroniqueuse dans Ça ne sortira pas d'ici !, France 2
- 2019-2020 : rôle de la fée Roni dans Boyard Land sur France 2
- 2020 : participation à Nos terres inconnues sur France 2[28]
- Depuis  2020 : animatrice de l'émission humoristique Piquantes ! sur Téva[29]
- 2023 : Aspergirl (série télévisée) : Louison Piranshahari
- 2023 : Le grand jeu des années Club Dorothée (avec Jacky) sur Gulli)
- 2024 : Saison 7 du Meilleur Pâtissier, spécial célébrités (Gulli)

## Récompenses
- 2011 : prix du public et de la presse au festival du rire de Puy-Saint-Vincent[11],[8]
- 2011 : prix du jury et prix du public du plateau d'humoristes du Printemps d'Avignon 2011[30]
- 2011 : prix du jury au tremplin du rire à Sénas[31]
- 2011 : Luron d'or et Luron du public aux Estivales du rire de Dinard[32]
- 2011 : prix Raymond-Devos au 31e Festival international de Rochefort (Belgique)[33],[34]
- 2011 : prix de public et du jury au tremplin des jeunes du festival du rire à la Fontaine d'Argent à Aix-en-Provence
- 2011 : grand prix (Bouffon d’or) du Festival national des humoristes de Tournon-sur-Rhône[35]
- 2017 : coup de cœur Jeune Public printemps 2017 de l'Académie Charles-Cros avec Grégory Faive pour Prince[36].